# Подъельники (Кемеровская область)
Подъе́льники — село в Мариинском районе Кемеровской области. Входит в состав Большеантибесского сельского поселения.

## География
Центральная часть населённого пункта расположена на высоте 145 м над уровнем моря.

## Население
| 2010 |
| ---- |
| 75   |

### Половой состав
По данным Всероссийской переписи населения 2010 года, в селе Подъельники проживало 75 человек (44 мужчины, 31 женщина).